# Yolanda Saldívar
Yolanda Saldívar, née le 19 septembre 1960 à San Antonio, au Texas, est une ancienne fan de Selena et également sa meurtrière. Ancienne dirigeante d'une boutique dédiée à Selena, elle en est renvoyée en mars 1995 pour détournement de fonds. Le 31 mars, elle assassine Selena après l'avoir attiré dans un guet-apens. Elle est condamnée à la prison à perpétuité le 26 octobre 1995 avec une peine de sûreté de trente ans.

## Biographie
Alors qu'elle est encore infirmière, Yolanda Saldívar assiste à un concert de Selena où elle propose au père de celle-ci Abraham Quintanilla d'ouvrir un fan-club pour sa fille à San Antonio au Texas. En 1991, elle quitte son travail pour devenir la présidente dudit fan-club qui vient d'être ouvert. Trois ans plus tard, elle est nommée directrice des deux boutiques Selena Etc. du Texas.
Selon ses proches et anciens collègues, Yolanda Saldívar n'est pas seulement fan de Selena, elle est obsédée par elle, ayant transformé son appartement en monument à sa gloire . Selon Martin Gomez, ancien employé de la marque Selena Etc., Saldívar « [...] était très vindicative. Elle était très possessive envers Selena. Elle devenait du genre vraiment énervée si on lui passait au-dessus. »,.
Au bout de quelques mois, la famille Quintanilla commence à douter de sa bonne foi et la soupçonne de détourner les fonds des recettes des boutiques qu'elle gère mais aussi des adhésions au fan-club. Le 9 mars 1995, lors d'une rencontre à Corpus Christi, le père de Selena confronte Yolanda Saldívar à propos des problèmes dans les livres de compte du fan-club. Il la confronte une seconde fois le lendemain, dans les bureaux de Selena Etc. où il lui annonce qu'elle est virée. Le 31 mars, Yolanda Saldívar et Selena se rencontrent dans un motel de Corpus Christi, rencontre pendant laquelle Saldívar remet des documents concernant les comptes des boutiques mais, de retour chez elle, Selena découvre qu'il manque des papiers.

## Meurtre de Selena
Le matin du 31 mars 1995, elle retrouve Selena dans le Days Inn motel, situé près de l'Interstate 37 et de l'aéroport de Corpus Christi pour remettre à cette dernière les papiers financiers manquant. À l'arrivée de la chanteuse, Yolanda Saldívar lui annonce qu'elle a été violée au Mexique (près de Monterrey), ceci afin de retarder le moment de donner les papiers. Selena la conduit alors jusqu'à l'hôpital local mais l'infirmière les envoie vers San Antonio car le viol ayant eu lieu dans un autre pays, l'examen gynécologique ne pouvait être fait chez eux.
De retour au motel, Selena redemande à Saldívar les registres financiers. Saldívar sort alors un Taurus 85 et menace Selena, qui tente de s'enfuir. Elle lui tire alors dans l'épaule droite, lui déchirant l'artère. Elle réussit à sortir de la chambre, appelant à l'aide (« Help ! Help ! ») (A l'aide, à l'aide !), croise la femme de ménage Norma Martinez dans le couloir et se dirige vers le hall poursuivie par Saldívar qui la traite de « garce »,. Selena est emmenée en urgence au Memorial Medical Center mais est déclarée en mort cérébrale à son arrivée à la suite de la déchirure de son artère dans sa clavicule lors du coup de feu.
Après le coup de feu, Yolanda Saldívar monte dans son pick-up rouge 1994 GMC et tente de quitter le parking du motel. Lorsqu'elle est arrêtée par un officier de police, elle prend son arme, le pointe sur sa tempe et menace de se suicider. Elle finit par se rendre après neuf heures.

## Procès
Lors du procès, Mike McDonald, gérant du magasin A Place to Shoot à San Antonio, raconte que Yolanda Saldívar est venue lui acheter un revolver avant de le ramener puis de revenir l'acheter une seconde fois quelques heures plus tard, le 26 mars 1995.
Reconnue coupable de meurtre au premier degré, elle est condamnée à la prison à perpétuité avec une peine de sûreté de 30 ans.